# 牧太郎
牧 太郎（まき たろう、1944年10月10日 - ）は日本の新聞記者、ジャーナリストである。東京都日本橋区（現：中央区）出身で毎日新聞社編集委員。

## 人物
毎日新聞社に入社、記者として活動。社会部、政治部を経てサンデー毎日編集長に就任。サンデー毎日の編集長だった時には、宇野宗佑首相の女性スキャンダルや、オウム真理教の問題を取り上げた。その直後に脳卒中を患い、半身麻痺や失語症を経験。療養後に、編集委員として復帰。以降、毎日新聞をはじめ雑誌など連載を多数抱える。
オウム真理教の攻撃の標的になった事から、麻原彰晃の死刑判決を傍聴した翌日（2004年2月28日付）の毎日新聞にて、「愚かな日本人も裁かれる」と題して、「自分の頭で考える"知的基礎体力"を取り戻そう」と述べた。
競馬への造詣が深く、日本中央競馬会の審議委員も務めている。また、個人でブログ・「二代目・日本魁新聞社」を2000年7月から運営している。

## 来歴
- 1967年 早稲田大学政治経済学部卒、毎日新聞社入社。社会部記者、遊軍記者
- 1980年 政治部に異動。首相官邸キャップ等を務める
- 1989年 サンデー毎日編集長
- 1991年 脳卒中を患い、同誌編集長を辞任。療養生活に入る
- 1992年 社に復帰。以後、編集委員を務める
- 現在は専門編集委員

## 出演番組

### ラジオ
- 牧太郎の「ザ・コラム」（TBSラジオ「久保田智子 プレシャスサンデー」内、番組終了時点）1999年4月 - 2011年10月2日

### テレビ
- モーニングショー（テレビ朝日）1990年

## 連載
- 『大きな声では言えないが…』（毎日新聞）
- 『青い空　白い雲』（サンデー毎日）
- 『オウム真理教の狂気』（サンデー毎日）
- 『おけら街道トキの声』（スポーツニッポン）

## 著書
- 『社会部記者が見た芸能界裏の裏』毎日新聞社　1978
- 『小説土光臨調 「行革維新」で闘う男たちの攻防』ビジネス社　1982　「小説土光臨調 中曽根政権への道」角川文庫
- 『小説新自由クラブ』角川文庫　1986
- 『永田町の上流家族 政界と財界を結ぶ"血の絆"とは』竜興社　1987
- 『中曽根政権・一八〇六日』行研出版局　1988
- 『中曽根とは何だったのか』（草思社　1988）
- 『「サンデー毎日」編集長日記 東京・竹橋発午前1時の深夜便』三一新書　1992
- 『新聞記者で死にたい 障害は「個性」だ』中公新書　1998　「新聞記者で死にたい オウム事件と闘病の日々」中公文庫
- 『競馬遊侠伝』小学館文庫　2000
- 『ここだけの話』（毎日新聞社　2000）
- 『マスコミ・芸能（ぎょうかい）笑辞典』（学研M文庫　2001）

## 関連書籍
- 『「サンデー毎日」の狂気 牧太郎の野望と崩壊』真理を守る被害者の会編著　オウム　1990